# Bangunreja
Bangunreja is een bestuurslaag in het regentschap Cilacap van de provincie Midden-Java, Indonesië. Bangunreja telt 5359 inwoners (volkstelling 2010).